# ألبرت إتش. بيرسون
ألبرت إتش. بيرسون هو سياسي أمريكي، ولد في 22 مارس 1920، وتوفي في 16 نوفمبر 1963. انتخب عضو مجلس نواب إلينوي ‏.